# Монстр в лесу
«Монстр в лесу» (англ. All Eyes) — комедийный фильм ужасов 2022 года, написанный и снятый братьями Гринли и распространяемый Gravitas Ventures. В фильме Джаспер Хаммер играет опального ведущего подкаста, который берет интервью у эксцентричного фермера (Бен Холл), утверждающего, что в лесу рядом с его домом живет монстр. 

## Сюжет
Аллен (Джаспер Хаммер) радиоведущий, особенно популярна его программа «Психоамерика». В этом шоу Аллен берет интервью, или рассказывает загадочные и странные истории, которые произошли со слушателями из разных уголков страны. Высокие рейтинги и одобрение начальства, позволяют Аллену чувствовать себя на высоте экспериментируя с подачей материала.
История Марка, вызвала бурное обсуждение среди постоянных слушателей, множество комментариев, отзывов, звонков. Вновь связавшись с Марком, Аллен в прямом эфире интересуется продолжением этой загадочной истории, столь заинтриговавшей аудиторию. По словам Марка кто-то постоянно его преследует, и этот «кто-то» даже попадал на случайные фотоснимки, которые Марк и демонстрирует через видеосвязь. Следующее утверждение Марка  приводит Аллена в ступор, оказывается, выследив преследователя он запер того в подвале, куда прямо сейчас и направляется, с пистолетом в руках, чтобы поставить точку в этой истории, раз и навсегда. Шокированный Аллен пытается отговорить Марка от подобных действий, а Ким, пытается связаться с полицией. Все происходит в прямом эфире, который так и не был прерван,  и несколько прозвучавших за кадром выстрелов поставили поставили точку и  в истории Марка и карьере Аллена.
Находясь в непростом эмоциональном состоянии Аллен, не знает чем себя занять, пока не решает найти новую историю, которая возможно возобновит его карьеру. Письмо от слушателя, овдовевшего фермера Дона (Бен Холл), который живет в лесу и утверждает, что там водится чудовище, возвращает Аллену надежду. Следуя инструкциям в письме Аллен отправляется на своем автомобиле в указанный провинциальный городок. Встретившись с Доном на автостоянке, Аллен получает указания следовать за его грузовиком. Остановившись прямо посреди поля Дон просит Аллена залезть в кузов своего грузовика, с завязанными глазами, только так он согласен на продолжение поездки,  так как место куда они направляются секретное, скрытое от посторонних, и живет он вдали от всех, на хуторе. Немного поколебавшись Аллен соглашается.
Приехав на ферму Дон проводит краткий инструктаж Аллена. Вскоре выясняется что мобильная связь отсутствует, а вся ферма вокруг, и дом в том числе, полна различных ловушек, и если проигнорировать определенные звуковые  и световые сигналы, и порядок поведения, конец будет мгновенным. Слегка шокированный, Аллен начинает записывать свои первые впечатления от места нахождения до хозяина дома, и готовиться к охоте на монстра. Но существует ли он, этот загадочный монстр? Вполне возможно, все это бред воспаленного сознания старого одинокого фермера, недавно пережившего потрясение — смерть любимой супруги.
Составив план, они начинают следить за той частью леса, откуда по уверению Дона, и появлялся монстр, настолько шокировавший его что он вынужден был установить ловушки практически во всех видимых местах фермы.

## В ролях
- Джаспер Хаммер  — Аллен, ведущий подкастов
- Бен Холл — Дон, фермер
- Даниэль Эвон Плогер — Ким, коллега Аллена
- Ник Баллард —  Марк, слушатель
- Лаура Каммингс — Джин
- Скайлер Дэвенпорт — Алиса

## Производство
Снято в городах Хобарте и Альтусе, штат Оклахома, в июле 2020 года. Сценарий к фильму написал Алекс Гринли, а режиссером стал Тодд Гринли. Несколько членов семьи Гринли числятся в составе съемочной группы. Дистрибьютором выступила Gravitas Ventures .

## Реакция
Алан Нг из Film Threat дал фильму оценку 8,5 из 10, написав: «Хотя я нашел историю об обществе взаимного восхищения между Доном и Алленом стоящей просмотра, всеобщее внимание привлекает захватывающая вторая половина о фермерском доме, полном мин-ловушек». 

## Награды и номинации
Фильм получил четыре награды на различных конкурсах фильмов ужасов в Северной Америке из пятнадцати номинаций.
| Церемония награждения              | Категория                  | Получатель                       | Результат  | Ref.  |
| ---------------------------------- | -------------------------- | -------------------------------- | ---------- | ----- |
| Чикагский фестиваль фильмов ужасов | Лучший актер               | Jasper Hammer                    | Победитель | [ 4 ] |
| Чикагский фестиваль фильмов ужасов | Лучшая музыка              | Paxin Tenebris                   | Победитель | [ 4 ] |
| Чикагский фестиваль фильмов ужасов | Лучший режиссер            | Todd Greenlee                    | Номинант   | [ 4 ] |
| Чикагский фестиваль фильмов ужасов | Лучший монтаж              | Melissa Kent                     | Номинант   | [ 4 ] |
| Чикагский фестиваль фильмов ужасов | Лучший писатель            | Alex Greenlee                    | Номинант   | [ 4 ] |
| Чикагский фестиваль фильмов ужасов | Лучший звук                | Eric R. Fischer                  | Номинант   | [ 4 ] |
| Чикагский фестиваль фильмов ужасов | Лучшая операторская работа | Austin Warren                    | Номинант   | [ 4 ] |
| Эфирный фестиваль ужасов           | Лучшее письмо              | Alex Greenlee Homefront Pictures | Номинант   | [ 5 ] |
| Синефест Северного Голливуда       | Лучший актер               | Jasper Hammer                    | Номинант   | [ 6 ] |
| Синефест Северного Голливуда       | Лучшая операторская работа | Austin Warren                    | Номинант   | [ 6 ] |
| Синефест Северного Голливуда       | Лучший режиссер            | Todd Greenlee                    | Номинант   | [ 6 ] |